# Shiguai
Shiguai är ett stadsdistrikt i Baotous stad på prefekturnivå i den autonoma regionen Inre Mongoliet i norra Kina. Det ligger omkring 120 kilometer väster om regionhuvudstaden Hohhot.